# 笠谷真也
笠谷真也（Kasatani Shinya）は、Selenium IDEを開発したことで知られる、Rubyプログラマーである。